# Transports en commun de Metz
Pour les articles homonymes, voir MET.
LE MET' est le nom commercial du réseau de transports publics de Metz et des communes de son agglomération réunies au sein de la métropole française de Metz Métropole. Le réseau est exploité par la SAEML TAMM détenue à 25 % par Keolis, à 15 % par la SNCF et à 60 % par Metz Métropole jusqu'en 2021 puis par L'Eurométropole de Metz.
À compter du 7 octobre 2013, le réseau LE MET' succède à l'historique réseau des Transports en commun de la région messine (T.C.R.M.). Ce changement d'appellation s'est accompagné de la mise en service du transport collectif en site propre et de la restructuration profonde du réseau.

## Histoire
Le réseau est exploité par la Société anonyme d'économie mixte locale des Transports de l'Agglomération de Metz Métropole, détenue en partie par Keolis 3 Frontières.
La délégation de service public des T.A.M.M .a commencé au 1er janvier 2012 pour une durée de 12 ans. Le délégataire aura pour enjeu la mise en place d'un nouveau réseau bus échelonnée sur 2012-2013 et la mise en service du Bus à Haut Niveau de Service Mettis le 5 Octobre 2013. La SAEML T.A.M.M. remplace la SAEM TCRM qui était détenue à 40 % par Transdev et qui exploitait le réseau depuis 1991.
Les T.A.M.M. sous-traitent l'exploitation de certaines lignes à d'autres transporteurs. Les deux principaux sous-traitants sont Keolis 3 Frontières (K3F) et Transdev Grand Est (TGE ; anciennement Les Rapides de Lorraine ou RDL, société ayant été fusionnée au sein de Transdev Grand Est), un autre transporteur sous-traitant est présent est Transarc qui exploite des services sur réservation et les TAD.

## Lignes du réseau

### Communes desservies
Le réseau dessert les 45 communes de Metz-Métropole.
14 communes sont desservies par le réseau urbain : Le Ban-Saint-Martin, Longeville-lès-Metz, Marly, Metz, Mey, Montigny-lès-Metz, Moulins-lès-Metz, Plappeville, Rozérieulles, Saint-Julien-lès-Metz, Scy-Chazelles, Vantoux, Woippy, Nouilly et Noisseville.
Les 31 autres communes sont desservies exclusivement par le réseau suburbain : Amanvillers, Ars-Laquenexy, Ars-sur-Moselle, Augny, Châtel-Saint-Germain, Chesny, Chieulles, Coin-lès-Cuvry, Coin-sur-Seille, Cuvry, Féy, Gravelotte, Jussy, Jury, Lessy, Lorry-lès-Metz, Lorry-Mardigny, La Maxe, Laquenexy, Marieulles, Mécleuves, Peltre, Pouilly, Pournoy-la-Chétive, Saint-Privat-la-Montagne, Sainte-Ruffine, Saulny, Vany, Vaux, Vernéville et Roncourt.
Le réseau LE MET' est constitué de :
- 2 lignes à haut niveau de service (Mettis) et 1 en projet (ouverture prévue en 2027) ;
- 5 lignes structurantes (Lianes) ;
- 7 lignes complémentaires (Citeis) ;
- 15 navettes (Navettes) ;
- 11 lignes suburbaines (Proxis) ;
- 5 services sur réservation (TAD) ;
- 30 services scolaires (Scolaires) ;
- 5 dessertes de soirée en complément des deux lignes à haut niveau de service (Flexo) ;
- transport de personnes à mobilité réduite (Accelis) ;
- 2 navettes fluviales (Metz'O).

Il est centré autour d'un pôle d'échanges multimodal situé au sud de la gare de Metz-Ville ouvert en 2012, qui permet de centraliser les échanges entre la majorité des lignes du réseau, les lignes départementales desservant l'agglomération messine et les liaisons ferroviaires.

### Lignes
Lignes à haut niveau de service
- Mettis A : Saint-Éloy — P+R Woippy à Borny — Jules Michelet
- Mettis B : Université Saulcy — Cité U à Hôpital Mercy — Maternité

Lignes structurantes
- Liane 1 : La Corchade — Œillets à Moulins — Tournebride
- Liane 2 : Marly à République
- Liane 3 : Marly — Costes et Bellonte à Woippy — Le Patis par rue de Norroy (3c) ou  par rue de Briey (3d)
- Liane 4 : Grange-aux-Bois — Le Lac à Devant-les-Ponts — Félix Maréchal (4a) / Plappeville — Près Saint-Jacques (4b)
- Liane 5 : Maison Neuve à Magny — Aubépine par la rue au Bois (5e) ou par la rue de Pouilly (5f)

Lignes complémentaires
- Citeis 11 : Saint-Julien-lès-Metz à Devant-les-Ponts via Ban St-Martin — Félix Maréchal
- Citeis 12 : République à Grange-aux-Bois (Doliche)
- Citeis 13 : Noisseville — Mas-au-lièvre à Marly-Frescaty — Costes et Bellonte
- Citeis 14 : Hôpital Schuman à Moulins Mairie
- Citeis 15 : Plappeville à Montigny Blory
- Citeis 16 : Woippy — Place de France à Metz — Intendants Joba
- Citeis 17 : Hôpital Schuman à Moulins — Tournebride

Lignes suburbaines « Proxis »
- Proxis 101 : Pôle d'Échange Multimodal à Coin-sur-Seille / Coin-sur-Seille via Marly
- Proxis 102 : Pôle d'Échange Multimodal à Lorry-Mardigny
- Proxis 103 : Roi George à Vernéville — Chantrenne
- Proxis 105 : Intendants Joba / Gare Routière à Woippy — Bellevue
- Proxis 106 : Square du Luxembourg à Amanvillers — Paul Bilaine
- Proxis 107 : Square du Luxembourg à Roncourt
- Proxis 108 : Pôle d'Échange Multimodal à Vany — Villers l'Orme
- Proxis 110 : Intendants Joba / Gare Routière à Woippy — Saint-Rémy
- Proxis 111 : Square du Luxembourg à La Maxe — Franclonchamps
- Proxis 112 : Grandes Écoles à Laquenexy à
- Proxis 113 : P+R Faubourg à Pouilly — Mahire

Navettes
- Navette 18 : Saint-Julien — Fort à Square du Luxembourg
- Navette 19 : Palais des Sports à Longeville — Leclerc
- Navette 70 : Pôle Multimodal à Amazon
- Navette 71 : Saint-Julien — Grimont à Metz-Borny — Les Bordes
- Navette 81 CITY : (Circulaire) Office de Tourisme
- Navette 82 : (Circulaire) Marly
- Navette 83 CITY : Préfecture à Centre Pompidou-Metz
- Navette 84 a : (Circulaire) Moulins — Tournebride à Actisud Dunil
- Navette 84 b : Moulins — Tournebride à Augny — Glissu
- Navette 86 : Maison Neuve à Jussy Ste-Ruffine
- Navette 87 : Maison Neuve à Châtel St-Germain
- Navette 88 : Maison Neuve à Lessy — Le Quoity
- Navette 89 : Scy-Bas — En Prille à Scy-Chazelles
- Navette 90 : Moulins à Vaux
- Navette 92 – 93 : (circulaire) Peltre Gare

Services de soirée « Flexo »
- Flexo 1 : République à Devant-les-Ponts / Metz-Nord / Plappeville / Woippy / Saulny / Lorry-lès-Metz
- Flexo 2 : Kinépolis / République à Grange aux Bois / Corchade / Queuleu
- Flexo 3 : République à Sablon / Montigny / Magny / Marly
- Flexo 4 : République à Ban-Saint-Martin / Montigny / Tournebride / Maison-Neuve
- Flexo 5 : Saint-Julien-lès-Metz — Kinepolis à Lorry-lès-Metz (de Frières à Lavandières) / Saulny (Place Publique)

Services sur réservation
- TAD 303 : Rozérieulles/Maison Neuve
- TAD 305 : Roi George/Les Quarrés
- TAD 307 : Vigneulles/Pôle d’Échanges Multimodal
- TAD 308 : Ars-sur-Moselle - Verdun/Z.A.C. d'Augny
- TAD 309 : Hôpital Mercy/Emmaüs

Services scolaires
- S 200 : Vaux à Moulins-lès-Metz (Collège Albert Camus)
- S 201 : Maison Neuve à Moulins-lès-Metz (Collège Albert Camus)
- S 202 : Châtel-Saint-Germain à Moulins-lès-Metz (Collège Albert Camus)
- S 203 : Scy-Chazelles à Moulins-lès-Metz (Collège Albert Camus)
- S 204 : Scy-Chazelles à Cheneau
- S 205 : Vantoux (École Primaire Les Moulins) à Nouilly Centre / Pressoir (selon le sens de circulation)
- S 206 : Longeville-lès-Metz à Moulins-lès-Metz (Collège Albert Camus)
- S 207 : Laquenexy à Saint-Maximin (Institution de la Salle)
- S 208 : Maison Neuve à Jussy (I.M.E. La Roseraie)
- S 212 : Jury à Mécleuves "via Frontigny et Chesny"
- S 213 : Pouilly à Pouilly
- S 271 : Saint-Maximin (Institution de la Salle)
- S 272 : Grange aux Bois à Symphonie (Lycée Hôtelier) / Giraudoux (Collège Philippe de Vigneulles)
- S 273 : La Maxe à Fort Moselle (Lycée Cormontaigne) / Pôle d’Échanges Multimodal
- S 276 : République à Blory (L.P. des Métiers du Bâtiment)
- S 278 : Serret à Marly (L.P. André Citroën et Collège Mermoz)
- S 281 : Hauts de Vallières à Giraudoux (Collège Philippe de Vigneulles)
- S 282 : Hauts de Vallières à Belletanche (Lycée Robert-Schuman)
- S 284 : Vany / Chieulles à Stoxey (Collège Jules Lagneau)
- S 285 : Noisseville / Nouilly / Mey à Belletanche (Lycée Robert-Schuman)
- S 286 : Plappeville à Ban-Saint-Martin (Collège Jean Bauchez)
- S 287 : Lorry-Mardigny à Luette (Collège Mermoz)
- S 288 : Coin-sur-Seille / Cuvry à Luette (Collège Mermoz)
- S 289 : Pouilly / Cuvry à Séminaire (Lycée Jean XXIII) / Pôle d’Échanges Multimodal
- S 290 : Augny à Luette (Collège Mermoz)
- S 291 : Vezon à Féy Village (École Élémentaire)
- S 292 : Doliche à Belletanche (Lycée Robert Schuman)
- S 296 : Lorry-lès-Metz à Ban-Saint-Martin (Collège Jean Bauchez)
- S 297 : Saulny à Woippy Le Patis (Collège Pierre Mendès-France)
- S 299 : Saint-Privat-la-Montagne / Amanvillers / Châtel-Saint-Germain / Moulins-lès-Metz à Séminaire (Lycée Jean XXIII) / Pôle d’Échanges Multimodal

Service aux personnes à mobilité réduite « Accelis »
- Accelis

Service de navettes fluviales « Metz'O »
- O 1 : Metz - Moyen Pont à Longeville-lès-Metz - Centre
- O 2 : Metz - Moyen Pont à Moulins-lès-Metz - Centre

## Billetique
Lors de la mise en place du réseau LE MET', la restructuration s'est accompagnée d'une nouvelle billettique. Les anciens titres de transport comportant une piste magnétique ont été délaissés au profit des billets sans contact.
Le Pass Bus quant à lui a laissé sa place à la carte SimpliCités. Il s'agit d'une carte sans contact comportant une puce. Les titres rechargés sur la carte peuvent être simplement un ou plusieurs voyages ou un abonnement. Son utilisation est possible sur la plupart des réseaux lorrains (avec les titres de transports appropriés préalablement rechargés) :
- LE MET' : réseau urbain de Metz Métropole
- TER Métrolor : réseau ferroviaire régional
- Stan, SUB et Le Sit : les réseaux urbains et suburbains de Nancy
- TIM : réseau départemental de Moselle
- TED : réseau départemental de Meurthe-et-Moselle

Il est désormais possible de recharger sa carte SimpliCités en ligne grâce à la boutique en ligne LE MET'.

### Tarifs (au1erseptembre 2023)
- 1 voyage : 2 € (dont 0,20 € pour l'achat du billet sans contact)
- 2 voyages : 3,50 € (dont 0,20 € pour l'achat du billet sans contact)
- 10 voyages : 15,30 €
- Visi'pass 1 jour : 5,40 € (voyages illimités pendant 1 jour)

## Parc de véhicules
Aujourd’hui, le réseau LE MET’ n’exploite pas moins de 180 bus (standards, articulés, bi-articulés, midibus, minibus).

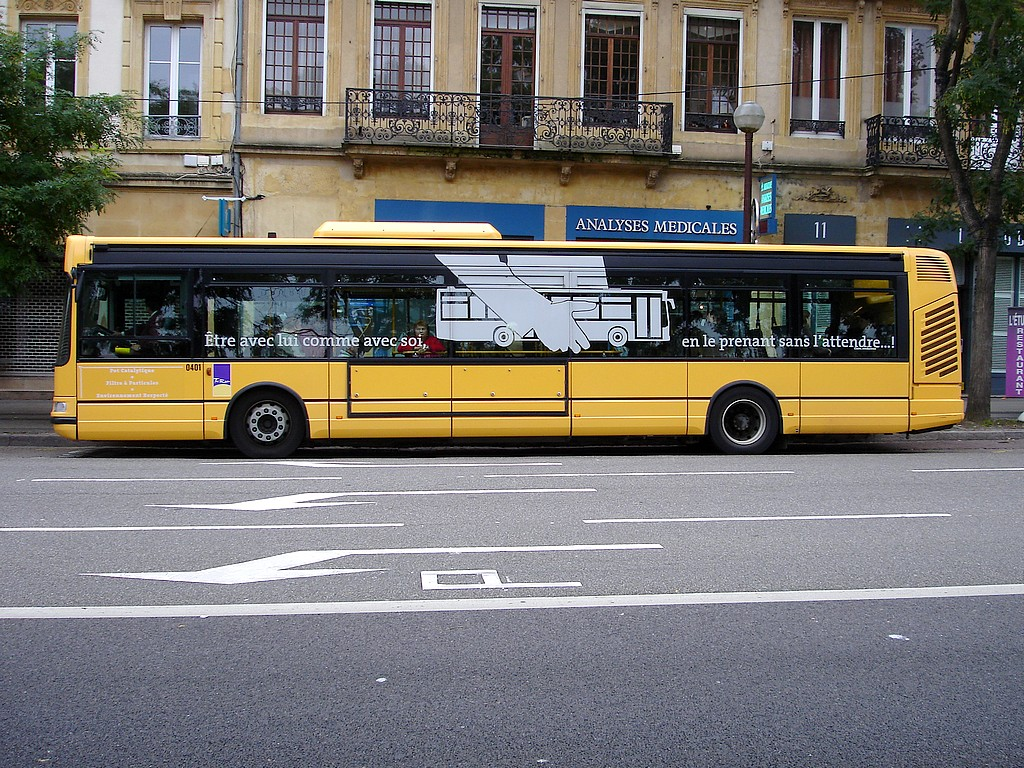
Vue latérale d'un Agora TAMM en ancienne livrée TCRM "Jaumont".

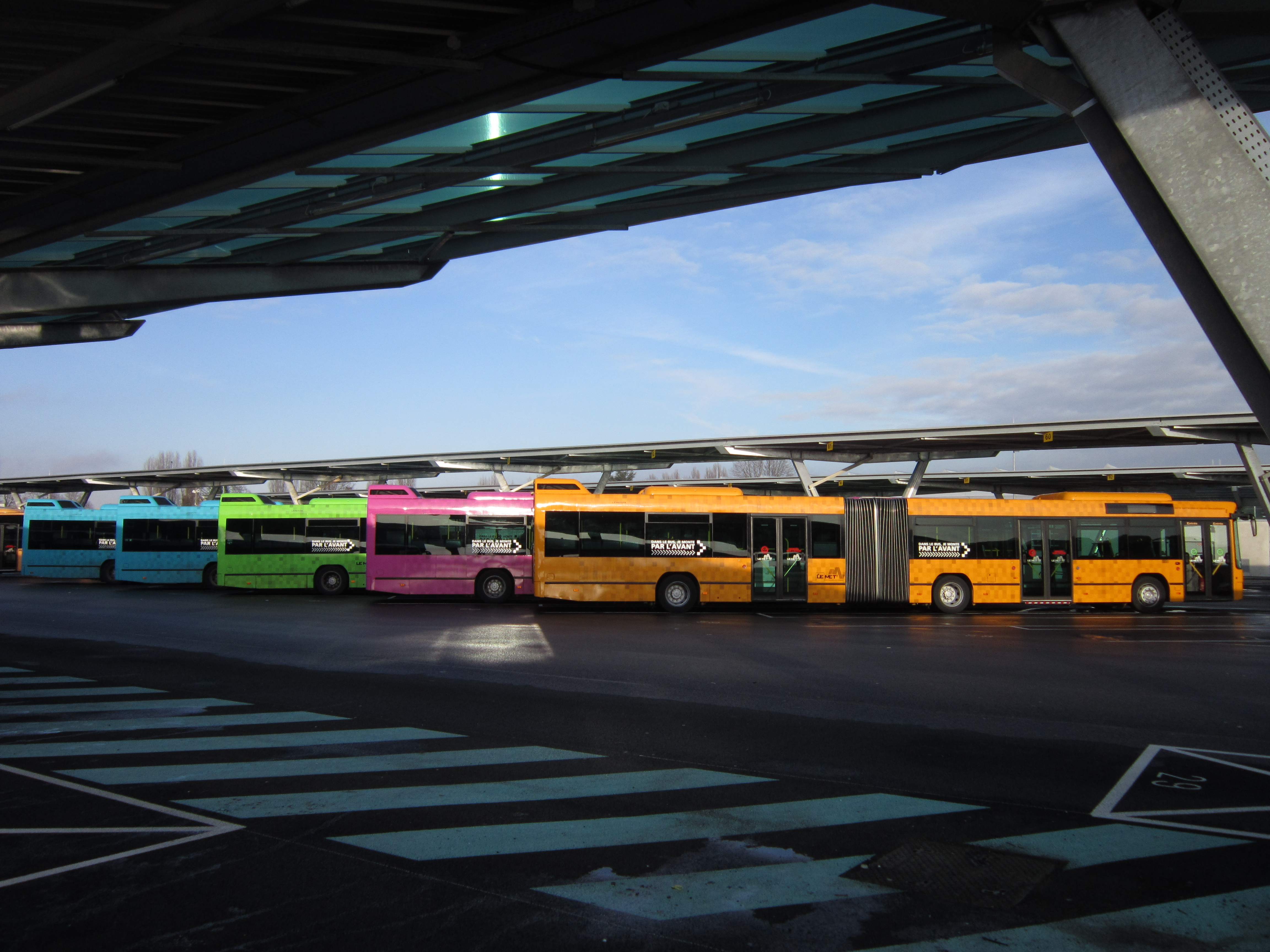
L'intégralité des bus Volvo 7700 A stationnés en épi dans le centre de maintenance et d'exploitation des Intendants Joba et déclinés sous toutes les couleurs appliquées au nouveau réseau Le Met'.

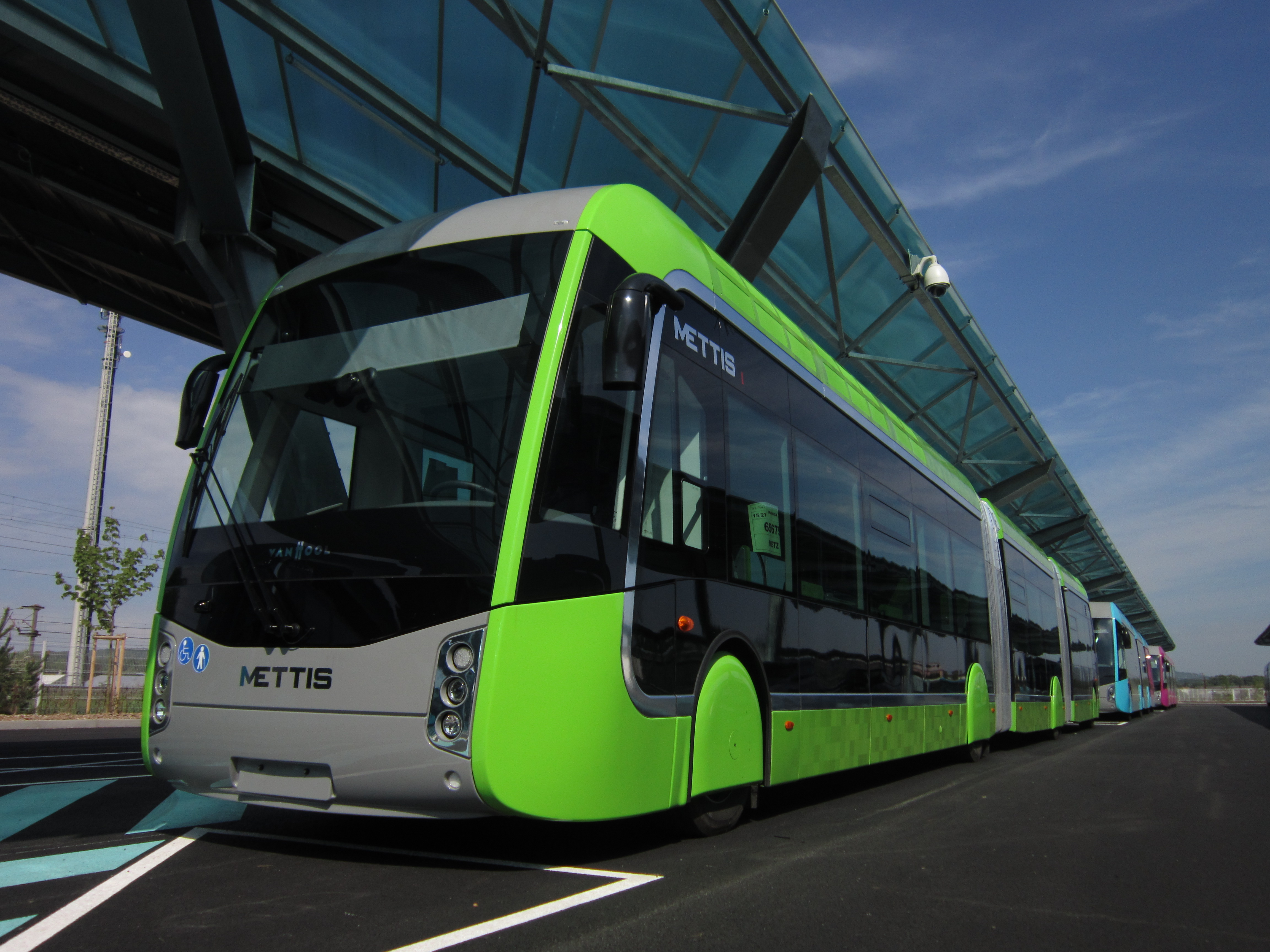
Une rangée de BHNS au centre de maintenance et d'exploitation des Intendants Joba avant leur mise en service.

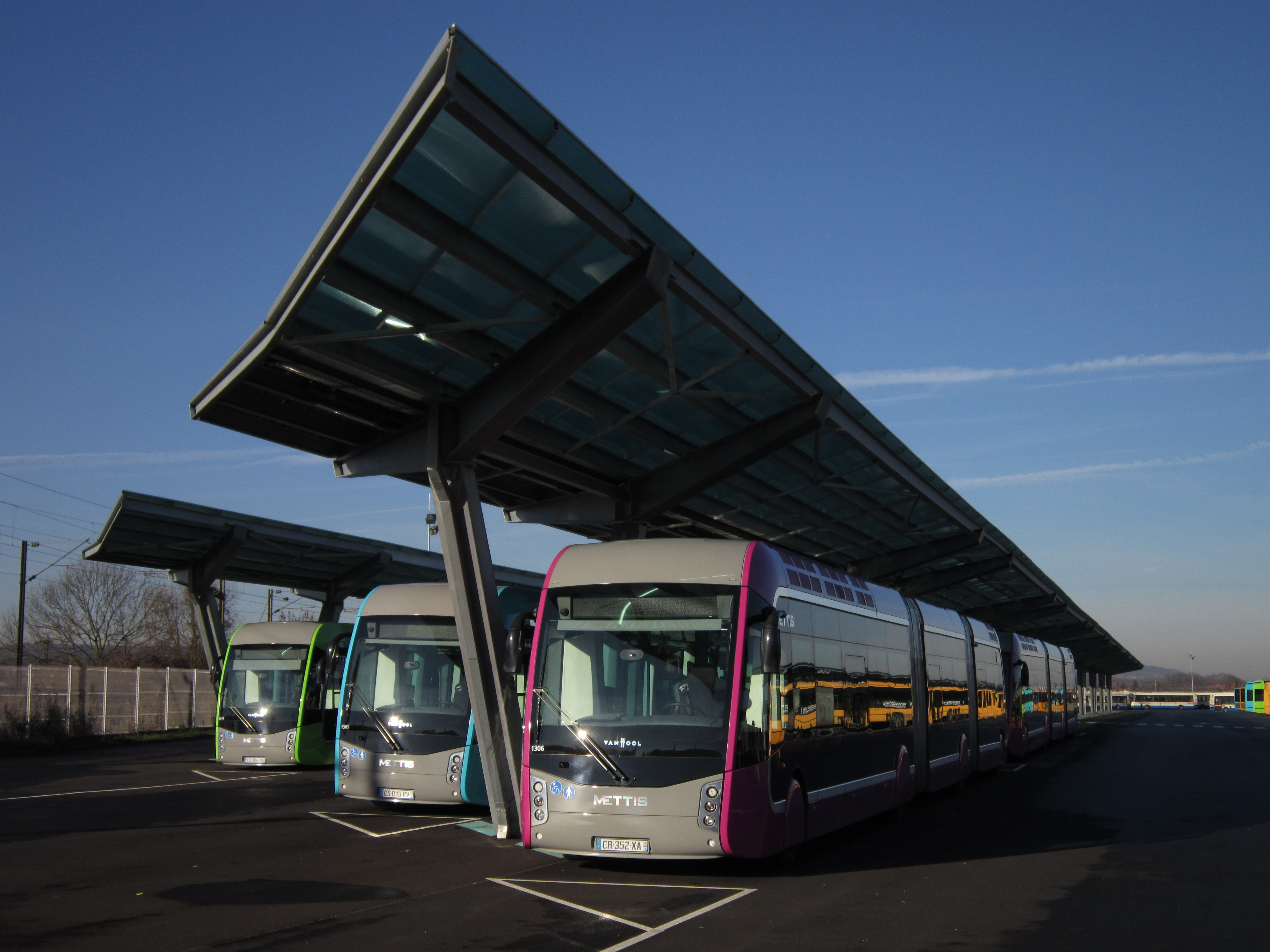
Le remisage des BHNS au centre de maintenance et d'exploitation des Intendants Joba s'effectue par groupe de couleurs.

 :
| Bus standards                 | Année                                |                                      |   | TAMM | K3F | TGE |
| ----------------------------- | ------------------------------------ | ------------------------------------ | - | ---- | --- | --- |
| Irisbus Agora S               |                                      |                                      |   |      |     |     |
| 2003                          | Accessible aux personnes handicapées |                                      | 2 | 1    | 1   |     |
| 2004                          | Accessible aux personnes handicapées |                                      | 3 | -    | -   |     |
| Mercedes Citaro I             | 2001                                 | Accessible aux personnes handicapées |   | 4    | -   | -   |
| Mercedes Citaro I             | 2003                                 | Accessible aux personnes handicapées |   | -    | 6   | 2   |
| Mercedes Citaro I             | 2006                                 | Accessible aux personnes handicapées |   | -    | 1   | -   |
| Renault et Irisbus Agora Line | 2000                                 | Accessible aux personnes handicapées |   | 1    | 2   | -   |
| Renault et Irisbus Agora Line | 2005                                 | Accessible aux personnes handicapées |   | 4    | -   | -   |
| Irisbus Citelis Line          | 2006                                 | Accessible aux personnes handicapées |   | 9    | -   | -   |
| Irisbus Citelis Line          | 2007                                 | Accessible aux personnes handicapées |   | 8    | -   | -   |
| Mercedes Citaro II            | 2008                                 | Accessible aux personnes handicapées |   | 5    | 4   | 4   |
| Mercedes Citaro II            | 2009                                 | Accessible aux personnes handicapées |   | 3    | -   | -   |
| Mercedes Citaro C2            | 2013                                 | Accessible aux personnes handicapées |   | 5    | -   | -   |
| Mercedes Citaro C2            | 2015                                 | Accessible aux personnes handicapées |   | 3    | -   | -   |
| Mercedes Citaro C2            | 2016                                 | Accessible aux personnes handicapées |   | 9    | -   | -   |
| Mercedes Citaro C2            | 2017                                 | Accessible aux personnes handicapées |   | 8    | -   | -   |
| Mercedes Citaro C2            | 2018                                 | Accessible aux personnes handicapées |   | 3    | -   | -   |
| Mercedes Citaro C2 Hybride    | 2019                                 | Accessible aux personnes handicapées |   | 3    | -   | -   |
| Bus articulés                 | Année                                |                                      |   | TAMM | K3F | TGE |
| Irisbus Agora L               | 2003                                 | Accessible aux personnes handicapées |   | 3    | 1   | -   |
| Irisbus Agora L               | 2004                                 | Accessible aux personnes handicapées |   | 7    | 1   | -   |
| Irisbus Agora L               | 2005                                 | Accessible aux personnes handicapées |   | 5    | 2   | -   |
| Mercedes Citaro G I           | 2001                                 | Accessible aux personnes handicapées |   | 1    | 1   | -   |
| Volvo 7700 A                  | 2008                                 | Accessible aux personnes handicapées |   | 5    | -   | -   |
| Mercedes Citaro G II          | 2009                                 | Accessible aux personnes handicapées |   | 3    | -   | -   |
| Mercedes Citaro G C2          | 2013                                 | Accessible aux personnes handicapées |   | 8    | -   | -   |
| Mercedes Citaro G C2          | 2017                                 | Accessible aux personnes handicapées |   | 3    | -   | -   |
| Mercedes Citaro G C2          | 2018                                 | Accessible aux personnes handicapées |   | 8    | -   | -   |
| Mercedes Citaro G C2          | 2019                                 | Accessible aux personnes handicapées |   | 2    | -   | -   |
| Bus bi-articulés              | Année                                |                                      |   | TAMM | K3F | TGE |
| Van Hool ExquiCity 24         | 2013                                 | Accessible aux personnes handicapées |   | 27   | -   | -   |
| Midibus                       | Année                                |                                      |   | TAMM | K3F | TGE |
| Heuliez GX117                 | 2004                                 | Accessible aux personnes handicapées |   | -    | 3   | 1   |
| Mercedes Citaro K             | 2008                                 | Accessible aux personnes handicapées |   | -    | 2   | -   |
| Heuliez GX 127                | 2013                                 | Accessible aux personnes handicapées |   | -    | 4   | -   |
| Minibus                       | Année                                |                                      |   | TAMM | K3F | TGE |
| Dietrich Noventis 400         | 2006                                 |                                      |   | -    | 1   | -   |
| Dietrich Noventis 420         | 2010                                 | Accessible aux personnes handicapées |   | -    | 2   | -   |
| Dietrich City 23              | 2016                                 | Accessible aux personnes handicapées |   | 2    | 3   | -   |
| Bolloré Bluebus 22            | 2019                                 | Accessible aux personnes handicapées |   | 2    | -   | -   |

Parc du réseau LeMet' (au 15/06/2021)

## Galerie

### Bus à Haut Niveau de Service

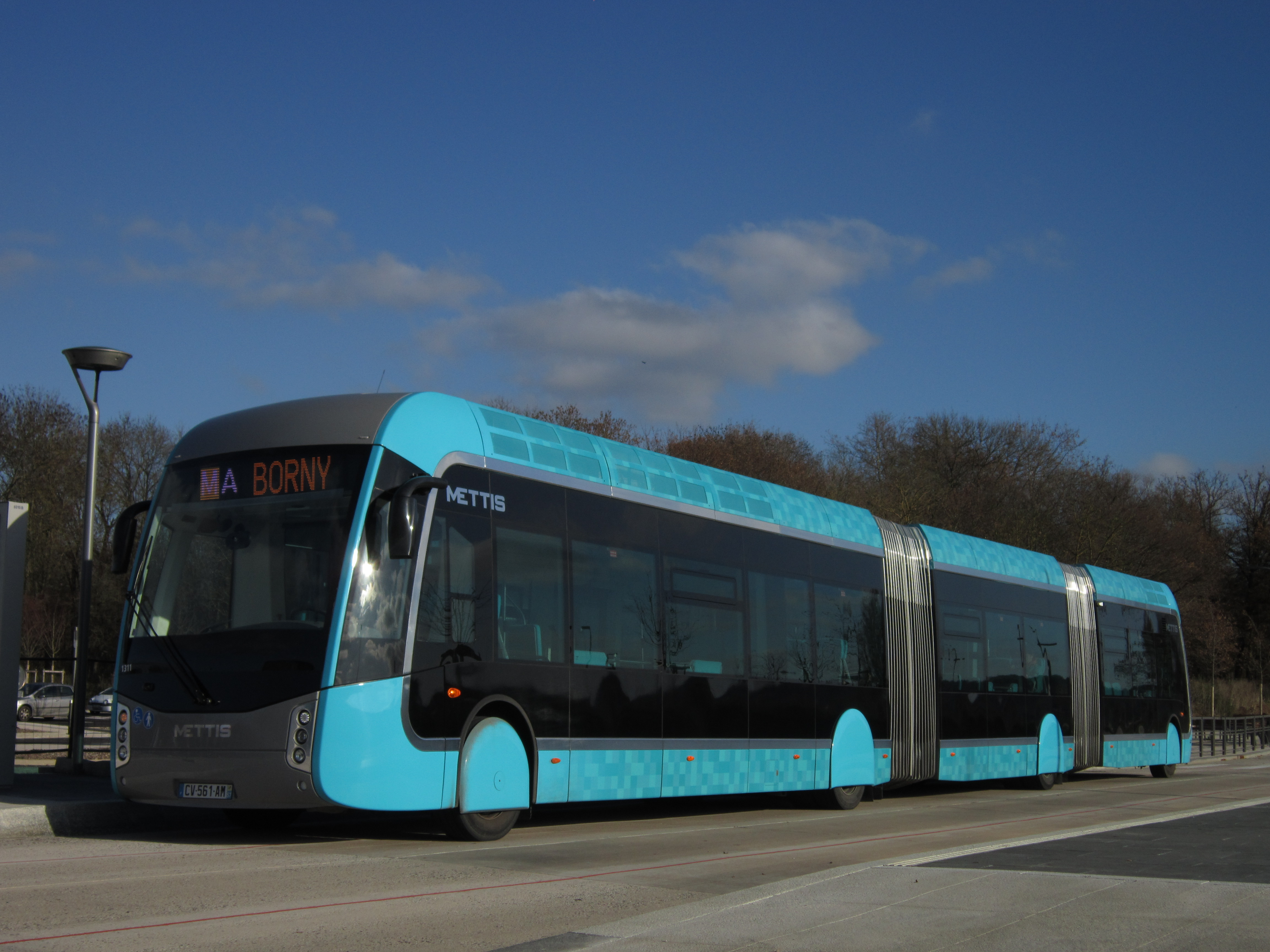
Un exemplaire en livrée "bleu" sur la ligne A au terminus de Saint-Eloy.
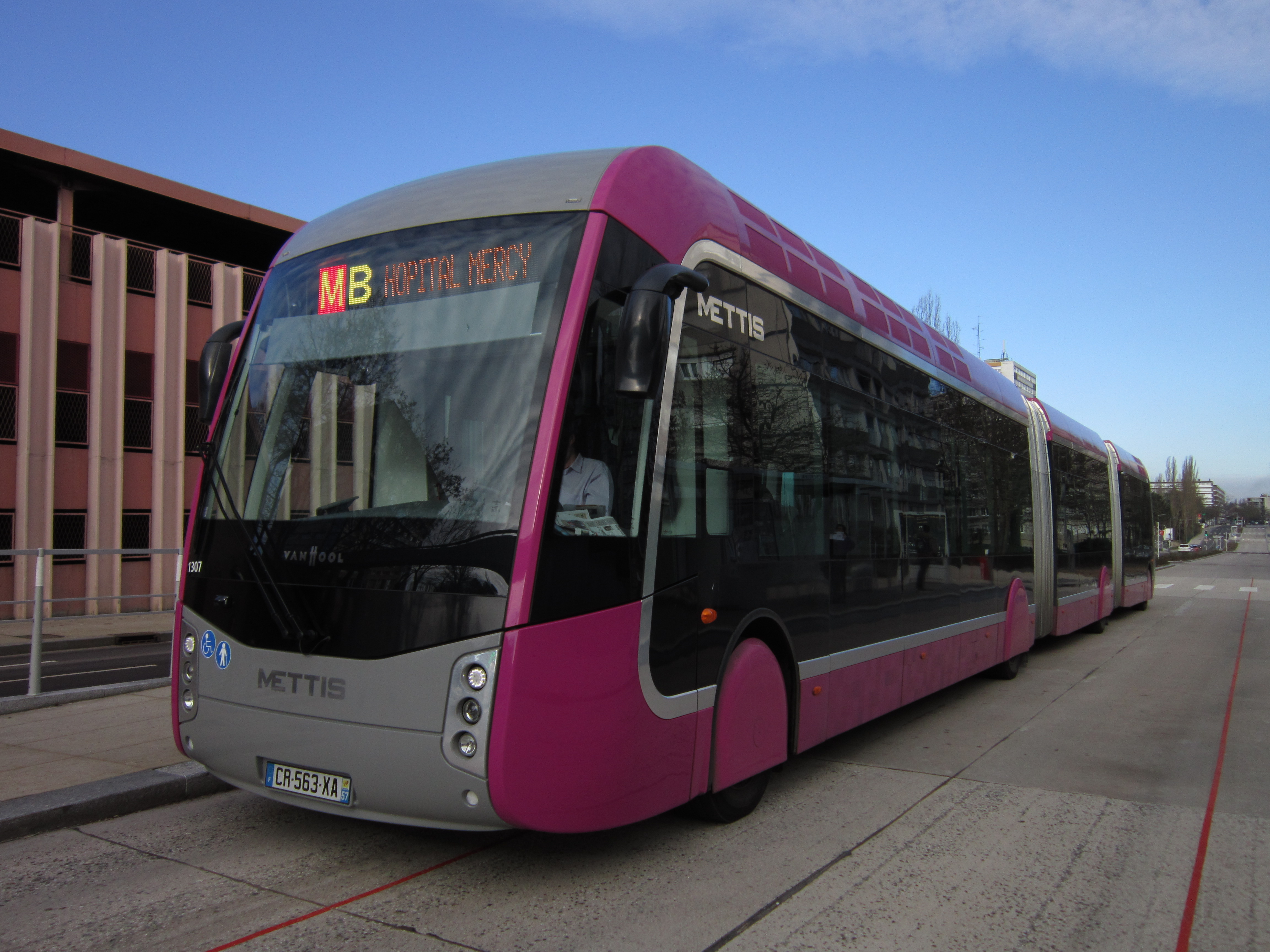
Arrivée en station d'une unité en livrée "prune".
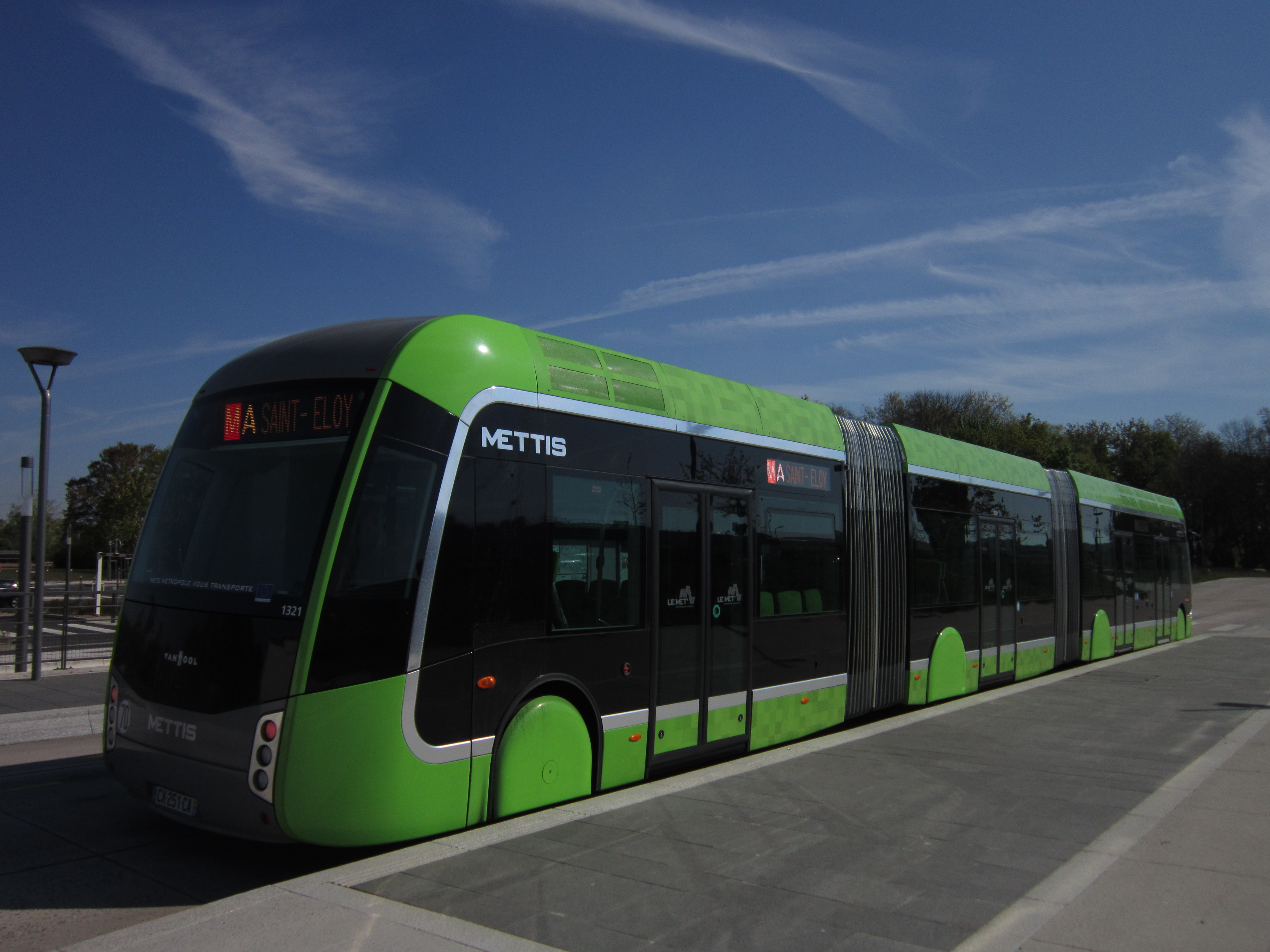
Vue arrière d'un Mettis arborant la livrée en "vert".
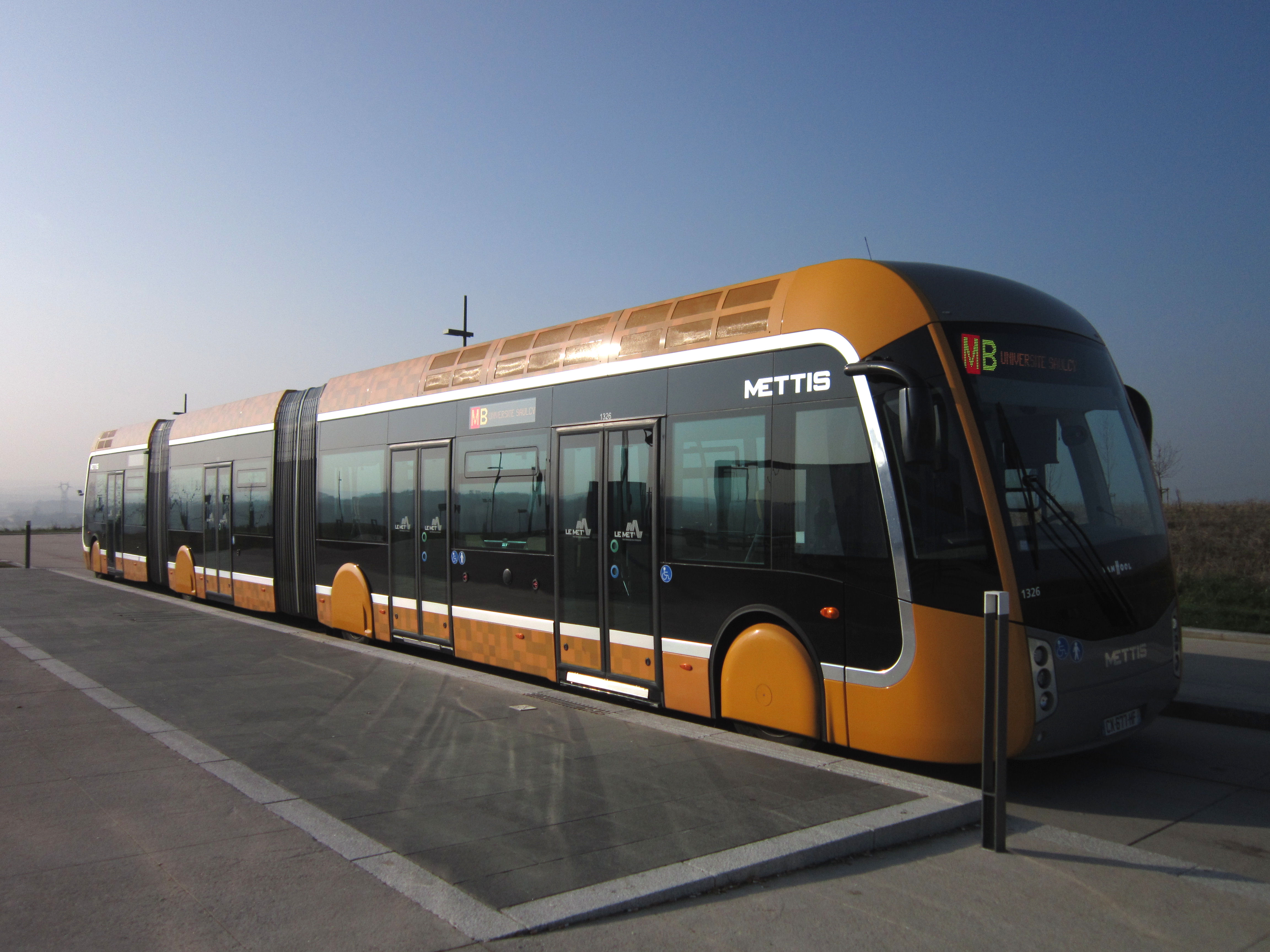
Un Van Hool ExquiCity en livrée "mirabelle" au terminus de la ligne B.

### Autres bus et cars

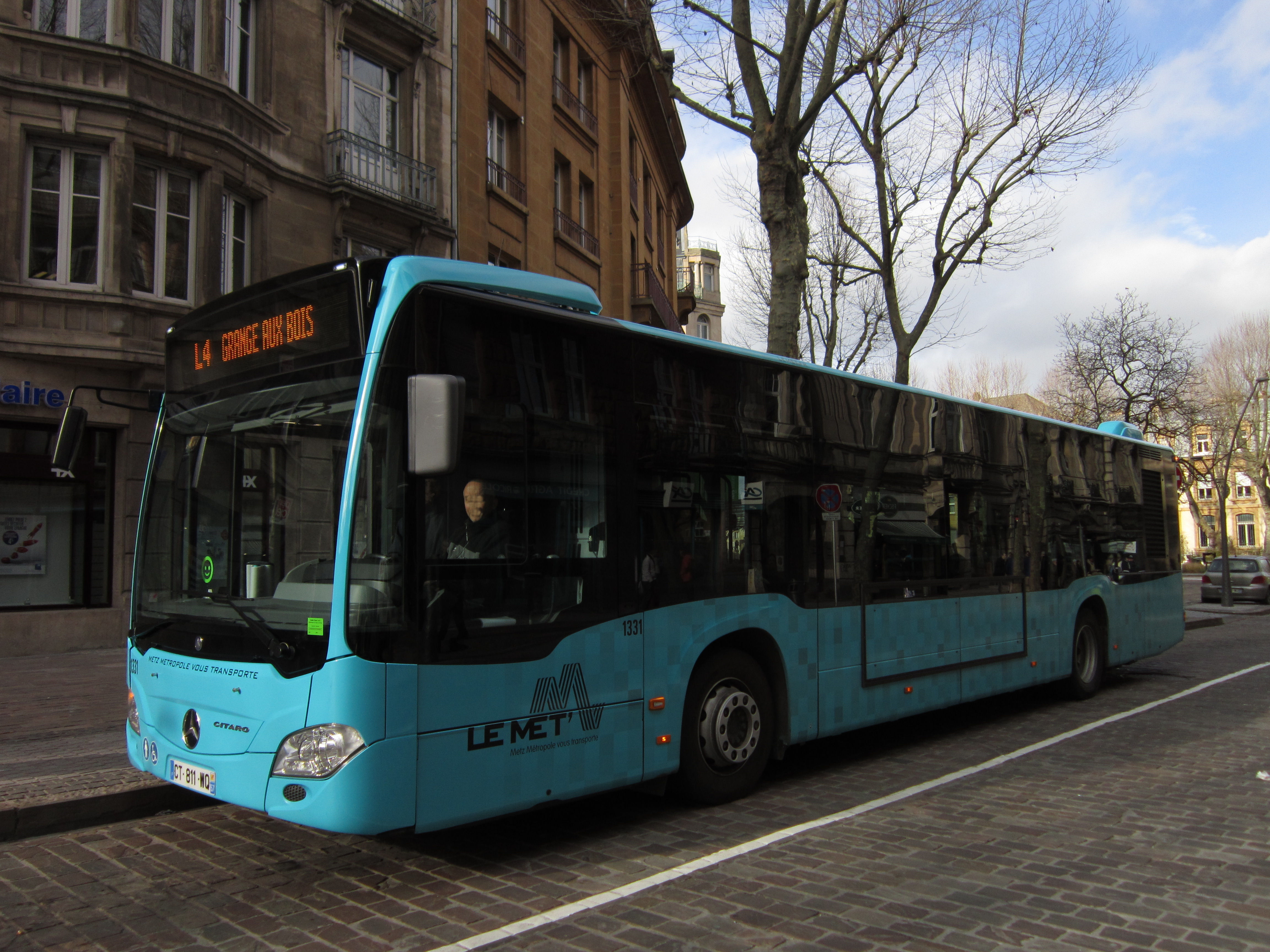
Un autobus de type standard Mercedes-Benz Citaro C2 en livrée "bleu" en attente à l'arrêt Gare sur la ligne L4.
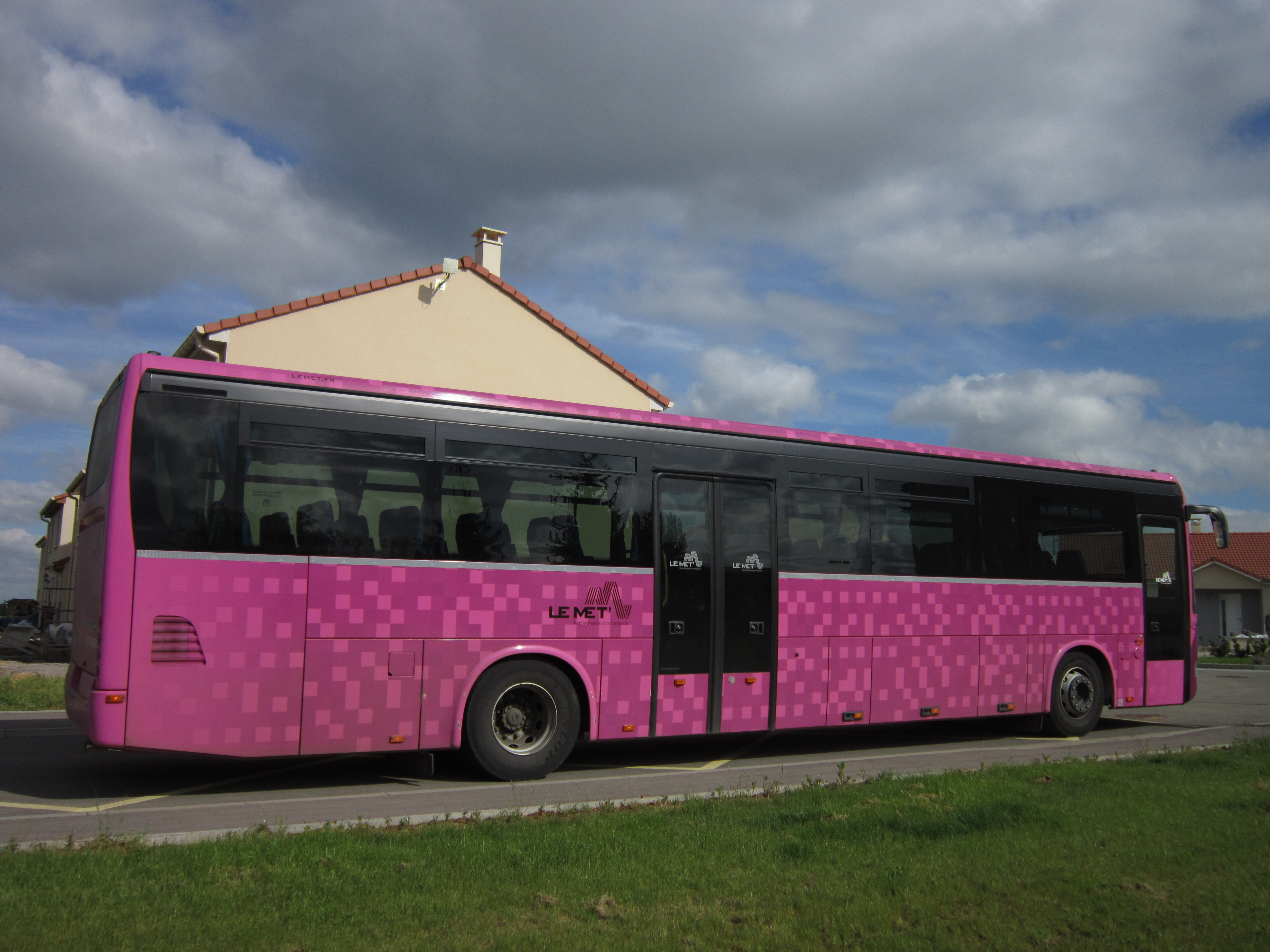
Un autocar Irisbus Crossway vêtu en livrée "prune" affrété sur la ligne P103 à Vernéville.
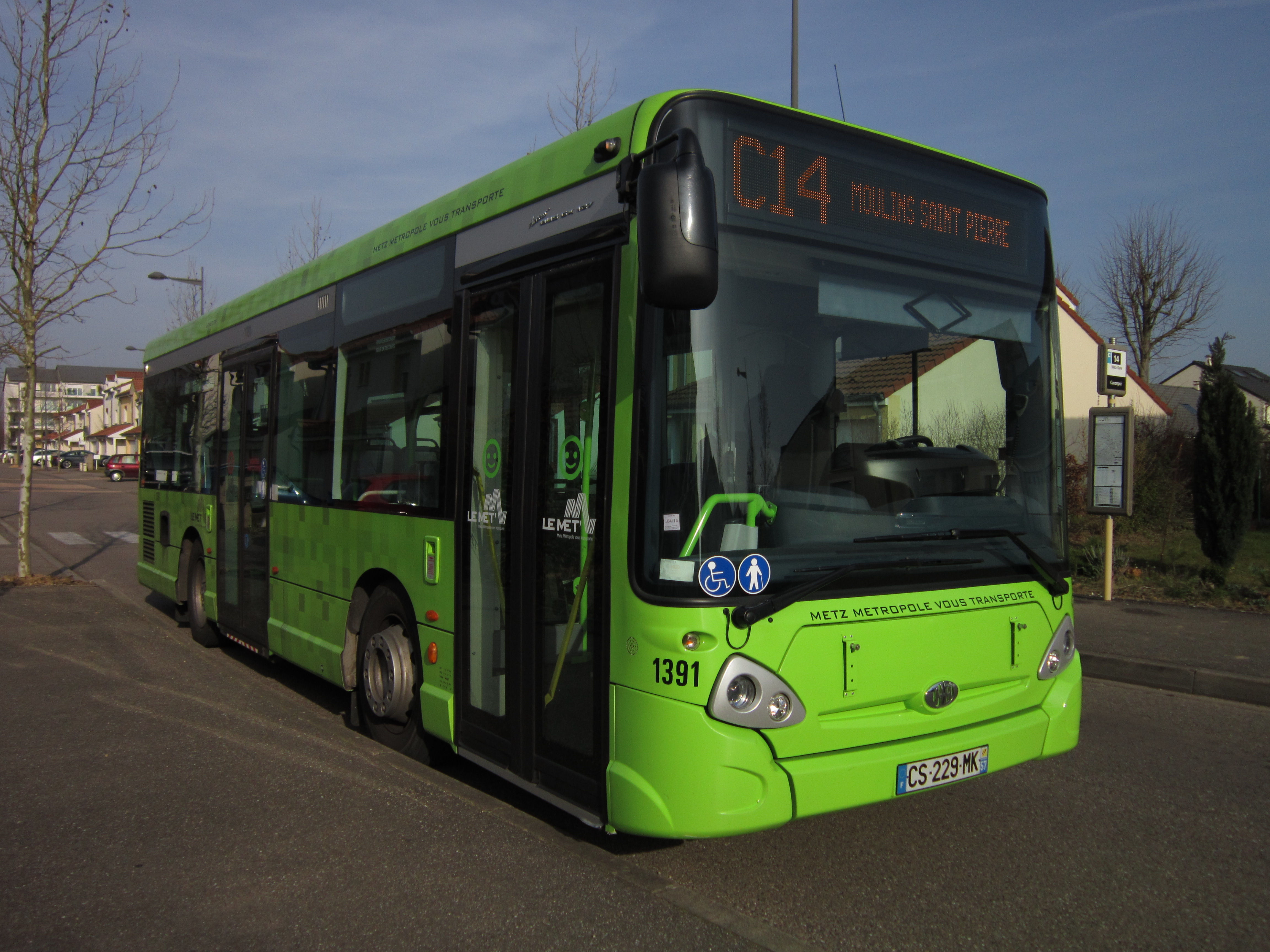
Un midibus Heuliez GX 127 en livrée "vert" au terminus de la ligne C14 à Moulins-lès-Metz.
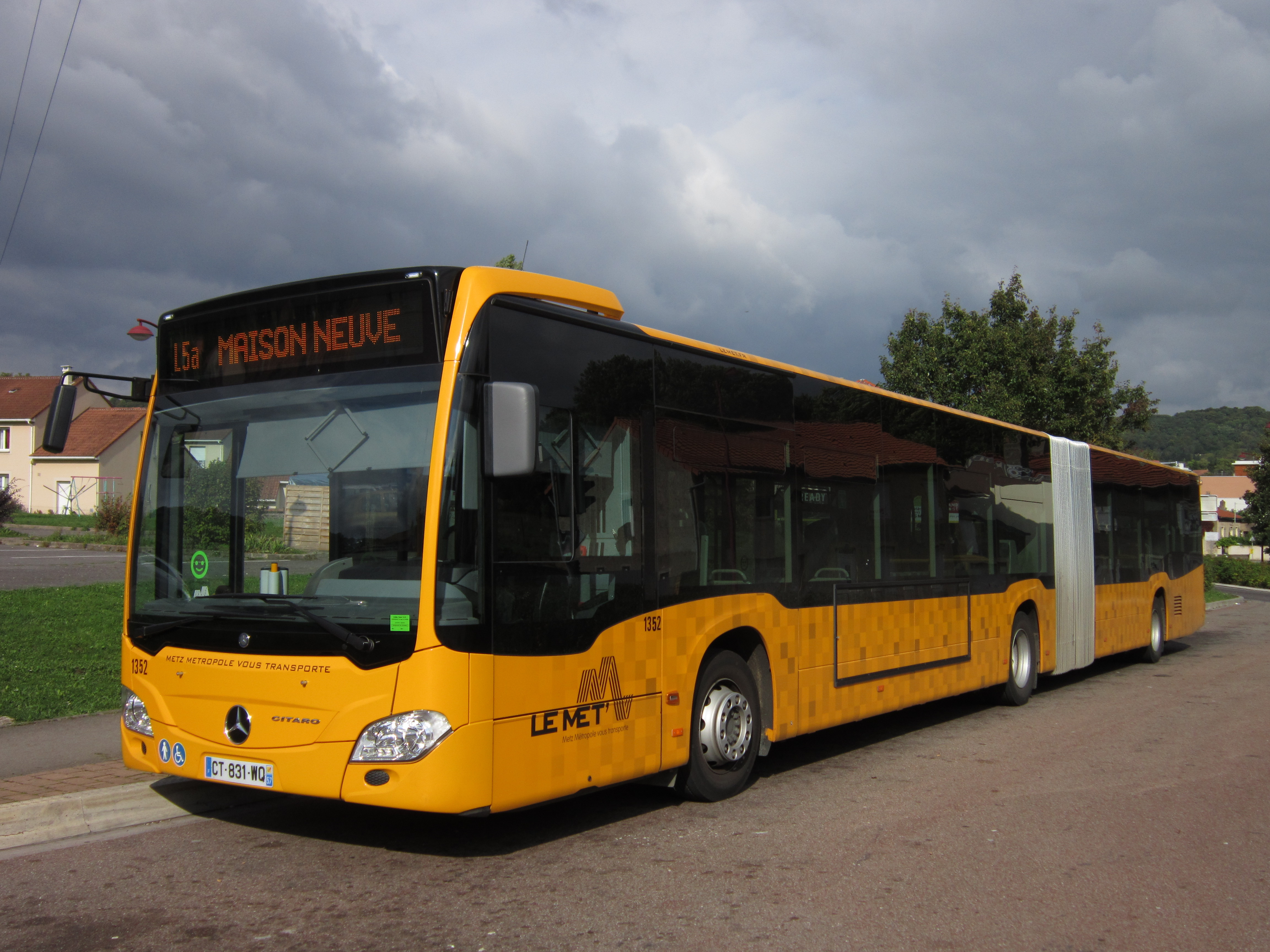
Un autobus de type articulé Mercedes-Benz Citaro G C2 en livrée "mirabelle" à l'un des terminus de la ligne L5.